# Плунгян, Надежда Владимировна
Наде́жда Влади́мировна Плунгя́н (род. 30 октября 1983, Москва) — российский искусствовед, преподаватель, куратор художественных выставок, участница Московской феминистской группы. Лауреат Премии Андрея Белого в номинации «Гуманитарные исследования» (2023, за книгу «Рождение советской женщины»).

## Биография
Родилась в семье лингвистов В. А. Плунгяна и Е. В. Рахилиной.
Окончила Московскую школу № 57, в 2005 окончила Российский государственный гуманитарный университет по специальности «искусствоведение». Кандидат искусствоведения (2009, диссертация «Группа „13“ в контексте художественной жизни конца 1920-х — середины 1950-х годов»; научный руководитель М. А. Чегодаева, официальные оппоненты А. И. Морозов и А. А. Русакова).
С 2010 — старший научный сотрудник в Государственном институте искусствознания. Сфера научных интересов — живопись и графика модернизма, советское искусство, искусство межвоенного периода, проблемы реализма в XX в., советский и европейский рисунок, художественные объединения 1920—1930-х гг., ленинградская школа, саратовская школа, виды и эволюция печатной графики, современные графические школы, книга художника, раннесоветский плакат и др.
С 2009 преподаватель и автор курсов по зарубежному искусству первой и второй половины XX в. на факультете культурологии в Институте истории культур (УНИК).
С 2007 года состоит в инициативной междисциплинарной группе молодых исследователей «Новая Москва», посвященной художественной и политической жизни в СССР межвоенного периода. В рамках этого объединения проводила серии открытых лекций и занималась подготовкой мероприятий об искусстве и повседневности 1930-х гг. в музее-квартире М. Булгакова (2007—2011), в ГТГ на Крымском Валу (2011—2012), в Еврейском музее и центре толерантности (2013).
В 2012—2013 совместно с В. Ломаско куратор выставки «Феминистский карандаш-2» (параллельный проект 5-й Московской биеннале современного искусства).
В 2013 году редактор сборника статей: Российская повседневность в зеркале гендерных отношений / Сост. Н. Л. Пушкарева. — М.: НЛО, 2013. — 864 с. В 2017—2018 годах вместе с А. Селивановой куратор серии выставок в Московском музее современного искусства и Галерее на Шаболовке, имевших целью, по словам обозревателя «Коммерсанта» А. Толстовой, «показать, что советский модернизм не описывается идеологизированными терминами „соцреализм“, „тоталитарное искусство“ или „сталинский стиль“».
С сентября 2018 года редактор раздела «Искусство» на сайте Colta.ru.
В 2020 году куратор выставки в Москве «Александр Лабас. Музыка»: К 120-летию со дня рождения. Куратор раздела «Живфак ВХУТЕМАС» на выставке «ВХУТЕМАС 100: Школа авангарда» в Музее Москвы

## Библиография

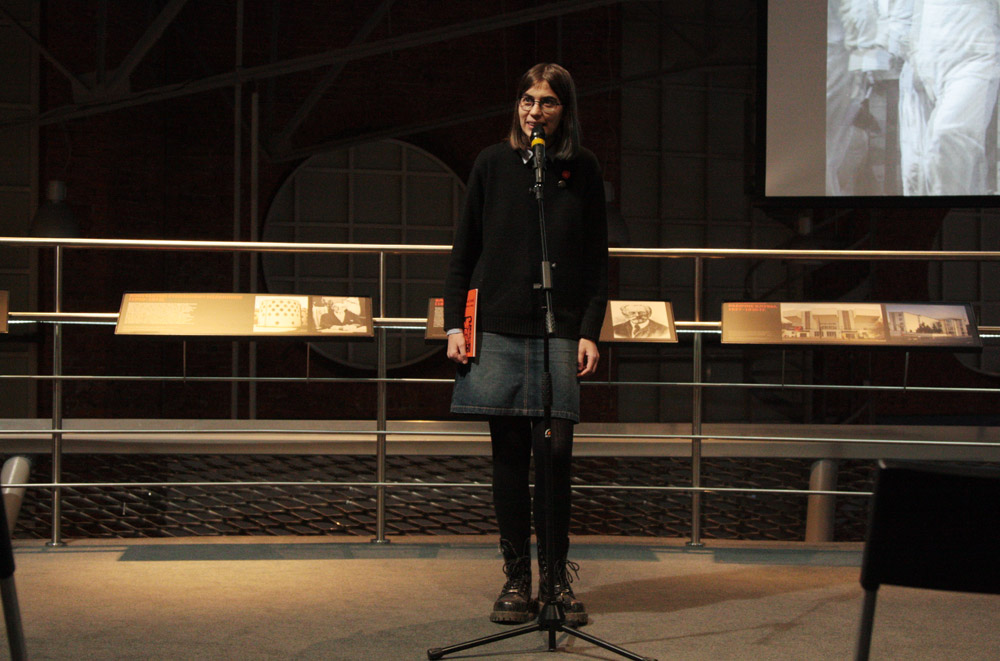
Надя Плунгян, 2014